# Geometra ussuriensis
Geometra ussuriensis là một loài bướm đêm trong họ Geometridae.